# Bionts
|  | No s'ha de confondre amb Biota. |

Els bionts (Biota o Vitae) formen el superdomini informal que inclou la vida i tots els éssers vius en contraposició a les formes inorgàniques (Mineralia). Està compost del clade Cytota (dividit alhora entre bacteris i neomurs) i del tàxon Aphanobionta (Acytota).
Hi ha qui proposa nous dominis per Biota per als nanobis i nanobacteris, a l'espera que es confirmi si són o no formes de vida. Tots els éssers vius comparteixen uns mateixos trets. El 2012 en fonts hidrotermals del Japó es va dur a terme el descobriment de Parakaryon myojinensis un organisme unicel·lular que presenta característiques que no encaixen amb les cèl·lules dels altres tres dominis i probablement constitueixi el seu propi domini, Parakaryota.

## Origen comú
És àmpliament acceptat que fa més de 4.000 milions d'anys aparegué al planeta Terra la primera forma de vida cel·lular. D'ella, mitjançant evolució, per atzar i selecció natural, han anat apareixent les diferents espècies presents actualment o ja extintes.

## Composició
Tots els éssers vius estan constituïts per una o més cèl·lules, la composició de les quals és semblant quant a la proporció d'elements, i biomolècula (p. ex.: tots els éssers vius usen ATP com a moneda energètica).

## Funcions vitals

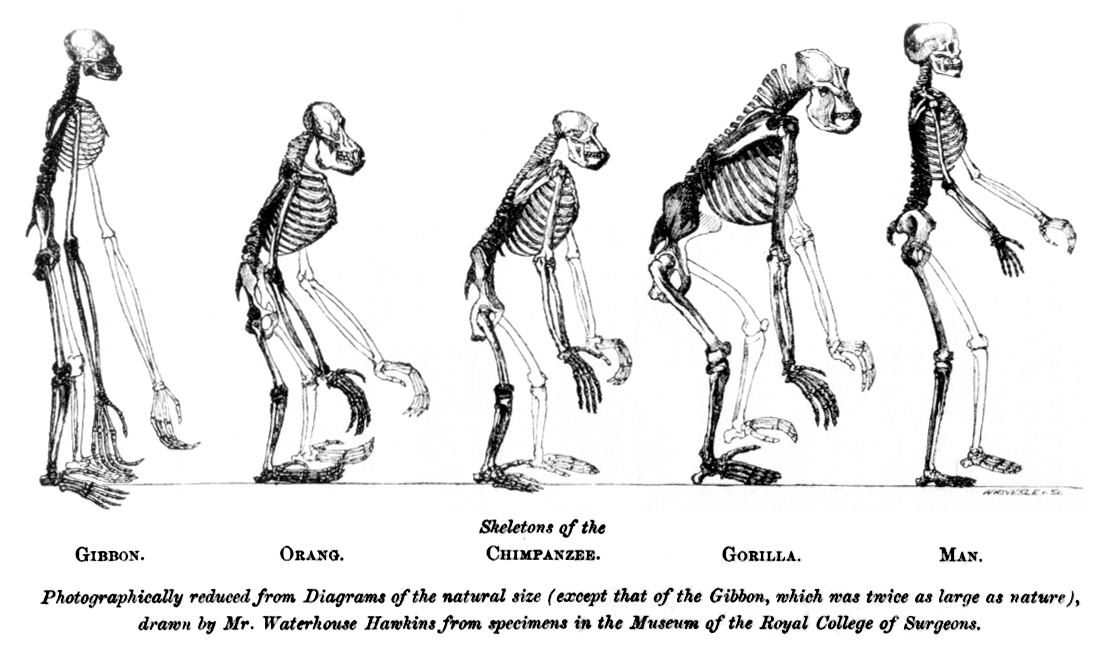
Comparativa dels esquelets de diferents primats coetanis. D'esquerra a dreta: Gibó, orangutan, ximpanzé, goril·la i ésser humà. La major similitud entre els esquelets d'animals més propers filogenèticament és un altre fet que avala la teoria de l'evolució.

1. Funció de nutrició: té com a objectiu l'obtenció de matèria i energia. N'existeixen dues modalitats:
  1. Nutrició autòtrofa: els organismes que la presenten (plantes, algues i alguns bacteris), sintetitzen la matèria orgànica a partir de matèria inorgànica.
  2. Nutrició heteròtrofa : els organismes que la presenten (animals, fongs i alguns bacteris) obtenen la matèria orgànica d'altres organismes.
2. Funció de relació: té com a objectiu la interacció amb el medi exterior i intern de l'organisme (coordinació).
3. Funció de reproducció: té com a finalitat la supervivència no ja de l'organisme sinó de l'espècie. N'existeixen dues modalitats:
  1. Reproducció sexual: Precisa la intervenció de dos individus amb diferent sexe.
  2. Reproducció asexual: Només cal l'acció d'un sol individu.

## Parakaryon
El 2012 en fonts hidrotermals del Japó es va dur a terme el descobriment de Parakaryon myojinensis un organisme unicel·lular que presenta característiques que no encaixen amb les cèl·lules dels altres tres dominis i probablement constitueixi el seu propi domini, Parakaryota. Parakaryon myojinensis igual que els eucariotes té nucli i altres endosimbionts en la seva cèl·lula, però el seu embolcall nuclear és d'una sola capa, no feta de dues membranes concèntriques com en qualsevol eucariota i el material genètic està emmagatzemat com en els bacteris, en filaments i no en cromosomes lineals. A més no presenta reticle endoplàsmic, aparell de Golgi, citoesquelet, mitocòndries, porus nuclears i manca totalment de flagell. Els ribosomes es troben no només en el citoplasma sinó també en el nucli. Posseeix una paret cel·lular composta per peptidoglicà igual que els bacteris i la seva manera de nutrició seria osmótrofa. És difícil investigar la seva relació filogenètica amb els altres éssers vius perquè només s'ha trobat un espècimen i el seu genoma no ha pogut ser seqüenciat. Segons alguns autors seria un organisme intermediari entre els procariotes i els eucariotes.

## Filogènesi
Estudis dels plecs de les proteïnes virals i els proteomes de diverses famílies virals i diversos talls cel·lulars van mostrar que els acel·lulars són un tàxon complexament parafilètic. L'anàlisi va demostrar que els virus d'ARN van formar un grup parafilètic dels virus d'ADN com bé s'havia suggerit anteriorment, però els organismes cel·lulars (Cytota) van sorgir dins els virus d'ADN sent la família Mimiviridae la més propera a aquests. L'anàlisi també va revelar que molts grups de la classificació de Baltimore i alguns ordres establerts pel ICTV són de fet polifilètics. Els virus retrotranscrits i els virus gegants no van formar grups monofilètics el que implica que van evolucionar independentment en diferents línies evolutives. Generalment es considera que els virus no van ser ancestres dels organismes cel·lulars perquè no tenen moltes característiques presents en els organismes cel·lulars com ribosomes, citoplasmes, membrana plasmàtica, etc, el que dona a entendre que els virus van aparèixer diverses vegades en la terra primitiva abans de l'aparició dels organismes cel·lulars. Els viroides i virusoide no van formar part de l'anàlisi. Pel que fa als organismes cel·lulars aquesta clar que els eucariotes descendeixen dels arqueus del clade Asgard amb l'endosimbiosi d'un proteobacteri i que els bacteris formen un grup monofilètic. Dins els eucariotes els protists constitueixen el grup ancestral dels animals, plantes i fongs.